# Helpis minitabunda
Espèce
Synonymes
- Astia minitabunda L. Koch, 1880
- Astia respersa L. Koch, 1880

Helpis minitabunda est une espèce d'araignées aranéomorphes de la famille des Salticidae.

## Distribution
Cette espèce se rencontre dans l'Est de l'Australie, en Nouvelle-Guinée et en Nouvelle-Zélande.

## Description

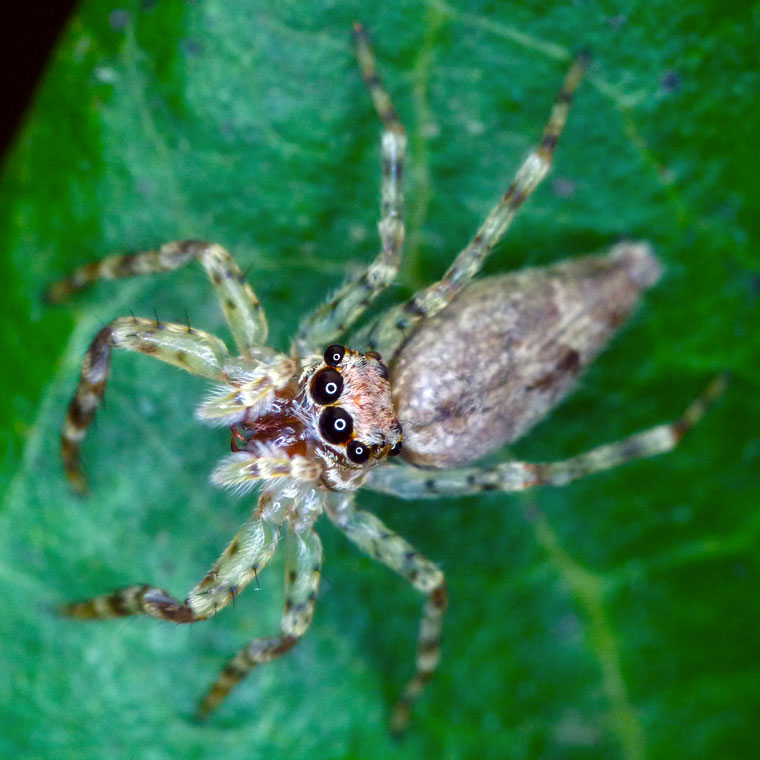
Helpis minitabunda ♀

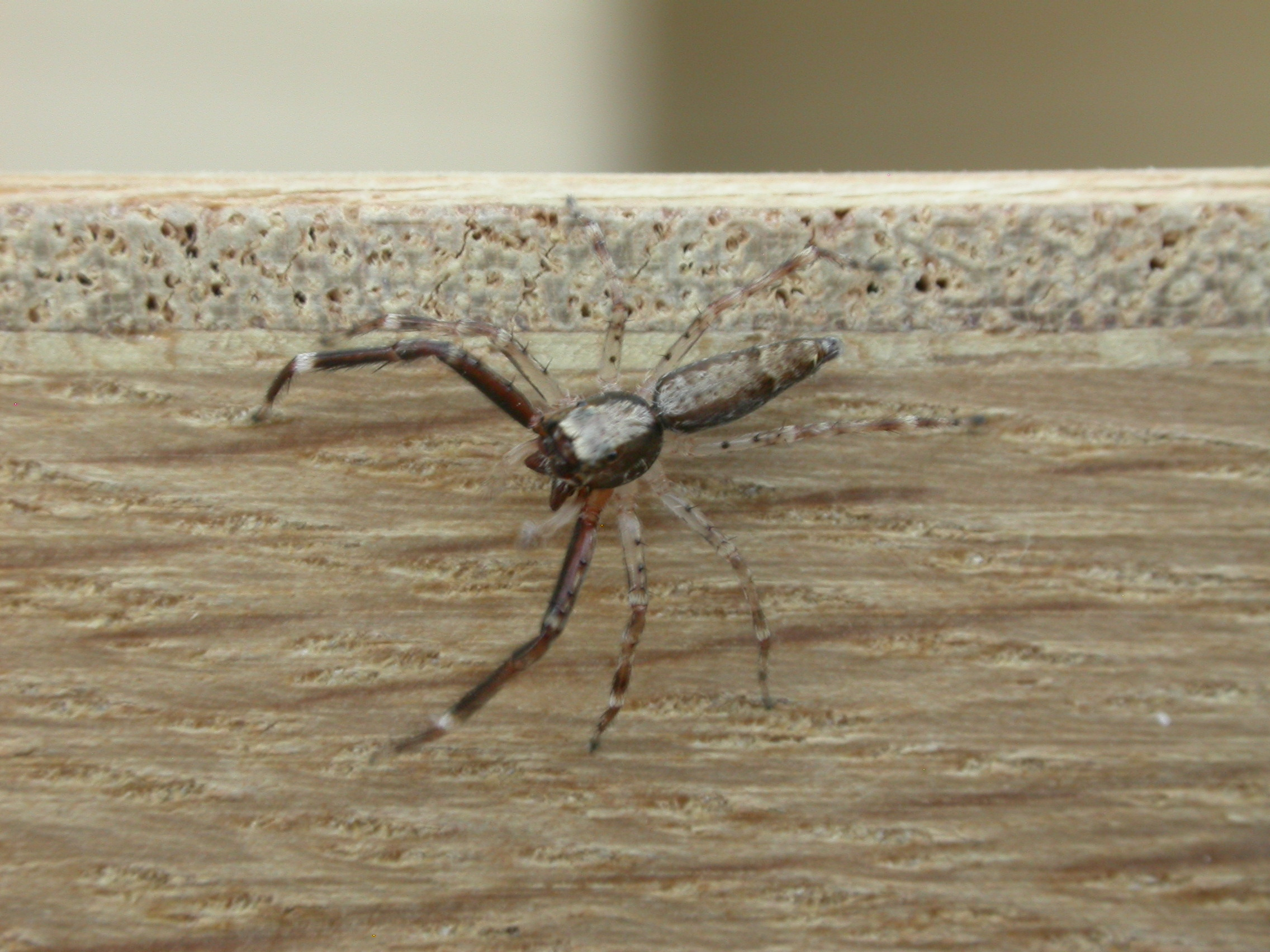
Helpis minitabunda ♂

La carapace du mâle décrit par Gardzińska en 1996 mesure 2,70 mm de long sur 2,10 mm et l'abdomen 3,70 mm de long et la carapace de la femelle mesure 3,80 mm de long sur 3,30 mm et l'abdomen 7,20 mm.
Elle est très commune près des maisons.

## Publication originale
- L. Koch, 1880 : Die Arachniden Australiens. Nürnberg, vol. 1, p. 1157-1212 (texte intégral).